# Cyathea microphylloides
Cyathea microphylloides är en ormbunkeart som beskrevs av Eduard Rosenstock. Cyathea microphylloides ingår i släktet Cyathea och familjen Cyatheaceae. Inga underarter finns listade.